# Château de Schaumbourg
Le château de Schaumbourg est un château situé sur les bords de la Weser, entre Rinteln et Oldenbourg, dans l'arrondissement de Schaumbourg en Basse-Saxe. 
Le nom du château, anciennement Schauenburg, tient probablement de la vue dégagée sur la vallée de la Weser. Il est éponyme de la famille des comtes de Schauenburg et Holstein et du pays Schaumburger, dont le château a été l'emblème depuis le XIIIe siècle. 
L'arrondissement de Schaumbourg porte donc également la feuille d'ortie des armoiries des comtes de Schaumbourg dans ses armoiries.